# Johann Friedrich Kändler
Johann Friedrich Kändler (* 1696 in Fischbach; † 16. Juli 1730 in Dresden) war Hofsteinmetzmeister in Dresden. Er gehört zur gleichnamigen sächsischen Künstlerfamilie und war ein Bruder von Johann Joachim Kändler (1706–1775).

## Leben
Johann Friedrich wurde 1696 als Sohn des Fischbacher Pfarrers Johann Joachim Kändler und dessen erster Ehefrau Dorothea Wahl geboren und getauft. Er war als Dresdener Hofsteinmetzmeister engagiert. In den Jahren von 1723 bis 1729 war er am Umbau des Schlosses Moritzburg beteiligt. 
Er war verheiratet und starb 1730 im Alter von 34 Jahren. Er wurde am 18. Juli 1730 in der Neustadt beigesetzt.